# Karminadle
Karminadle (karminadla, karbinadle, karbinadla, kardinadle, kardinadla, bergi) – potrawa kuchni śląskiej, rodzaj kotletów mielonych. Są to smażone na głębokim tłuszczu kulki z mielonego mięsa, tradycyjnie wieprzowego. Gotowe karminadle mają lekko spłaszczony, kulisty kształt i średnicę ok. 5–7 cm. W smaku są słone i lekko pikantne. 17 stycznia 2008 tak zdefiniowane karminadle zostały wpisane na Listę produktów tradycyjnych Ministerstwa Rolnictwa i Rozwoju Wsi w kategorii „Gotowe dania i potrawy w województwie śląskim”.
Tradycyjne karminadle przygotowuje się z wieprzowiny (łopatka lub karczek) zmielonej razem z czerstwą bułką namoczoną w mleku lub wodzie, wymieszanej z drobno pokrojoną cebulą, surowym jajkiem i przyprawami (solą i pieprzem). Uformowane kotlety obtacza się w bułce tartej i smaży na głębokim tłuszczu (smalcu) z obu stron.
W przeszłości karminadle były daniem odświętnym (przyrządzanym np. po świniobiciu), później stały się daniem obiadowym podawanym w tygodniu. Do historii polskiej kinematografii przeszła scena z rozgrywającego się na Śląsku w 1934 roku filmu Perła w koronie (1971), w której główny bohater po powrocie do domu z pracy w kopalni otrzymuje na obiad (na drugie danie) ziemniaki z karminadlem i kapustą.
Karminadle podaje się np. z kluskami śląskimi i gotowaną młodą kapustą, lub też np. z ziemniakami i surówką (z kapusty lub buraków). Pokrojone na plastry karminadle spożywane są również na zimno, jako składnik kanapek.

## Inne warianty
Współcześnie, tak jak i dawniej, do wyrobu karminadli używa się też mięsa wieprzowo-wołowego. W czasach, gdy na Śląsku powszechny był chów królików, przygotowywano je także z mięsa króliczego. Według Elżbiety Łabońskiej jeszcze inną odmianą jest „karminadel (karbinadel) górnośląski”, przyrządzany z mięsa wieprzowego i solonego śledzia.

### Karminadle z królika
Według przepisu Elżbiety Łabońskiej, który podała w książce Śląska kucharka doskonała, „karminadle z królika” przygotowuje ze zmielonych razem mięsa z królika, świeżego boczku oraz bułki kajzerki namoczonej w mleku, wymieszanych z podsmażoną na tłuszczu cebulą, surowym jajkiem i przyprawami (solą, pieprzem i tymiankiem). Niewielkie, uformowane kotlety obtacza się w bułce tartej i smaży na gorącym smalcu z obu stron.

### Karminadle ze śledziem
Według przepisu Elżbiety Łabońskiej, który podała w książce Śląska kucharka doskonała, „karminadel górnośląski” przygotowuje się ze zmielonych razem mięsa z karczku wieprzowego, solonego śledzia oraz bułki kajzerki namoczonej w wodzie lub mleku, wymieszanych z podsmażoną na tłuszczu cebulą, surowym jajkiem i przyprawami (solą, pieprzem i majerankiem). Malutkie, bo o średnicy 1,5—2 cm, uformowane kotlety obtacza się w mące i smaży na gorącym smalcu z obu stron. Jak twierdzi autorka, podaje się je „z ziemniakami, kiszoną kapustą duszoną, sałatą zieloną z boczkiem wędzonym, mizerią lub sałatką z kapusty białej”.